# Marije Kraja
Marije Kraja, född den 24 september 1911 i Zadar i Dalmatien i dåvarande Österrike-Ungern (nuvarande Kroatien), död den 21 november 1999 i Tirana i Albanien, var en albansk sångerska.
Kraja studerade vid musikaliska akademien i Wien och tog examen vid universitet i Graz. Därefter arbetade hon som lärarinna vid skolor i Shkodra och Tirana. Under sin karriär visade hon att hon var en fullfjädrad artist som bland annat sjöng romanser till kammarmusik och medverkade i scenföreställningar. Hon har framfört albanska visor i många länder i Europa och Asien.